# Барьярд-Юнссон, Малин
Малин Барьярд-Йонссон (швед. Malin Birgitta Barijard Johnsson; род. 10 апреля 1975 года, Сёдерчёпинг) ― шведская конник-конкурист.

## Биография
Начала кататься на лошадях в возрасте шести лет и впоследствии достигла серьёзных успехов в конкуре. Выиграла золотую медаль в Чемпионате Швеции в возрасте всего 14 лет. Вышла замуж за шведского телеведущего Хенрика Йонссона летом 2004 года, в браке родилось двое сыновей. Осенью 2004 года состоялся её теледебют в качестве ведущей шоу Barbacka на канале SVT.
На летних Олимпийских играх 1996 года Барьярд заняла 49 место в индивидуальной гонке, а шведская команда в общем заняла 10 место. На Всемирных конных играх 1998 года Барьярд заняла 66 позицию лично и шведская команда в целом ― 12. На Олимпийских играх 2000 года она заняла 20 место в личном и шведы в целом ― 7 в командном зачёте. На Всемирных конных играх 2002 года она заняла 12 место в индивидуальном зачёте, и шведская команда заняла 2 место. На Олимпийских играх 2004 года, Барьярд заняла 28 место в личном зачёте, в то время как шведская команда завоевала серебро. На Всемирных конных играх 2006 года Барьярд заняла 107 место, а её команда ― 12-е.

## Награды
- Королевская медаль Его Величества за заслуги перед шведским спортом (2023)[6]